# Kasteel Zuidewijn

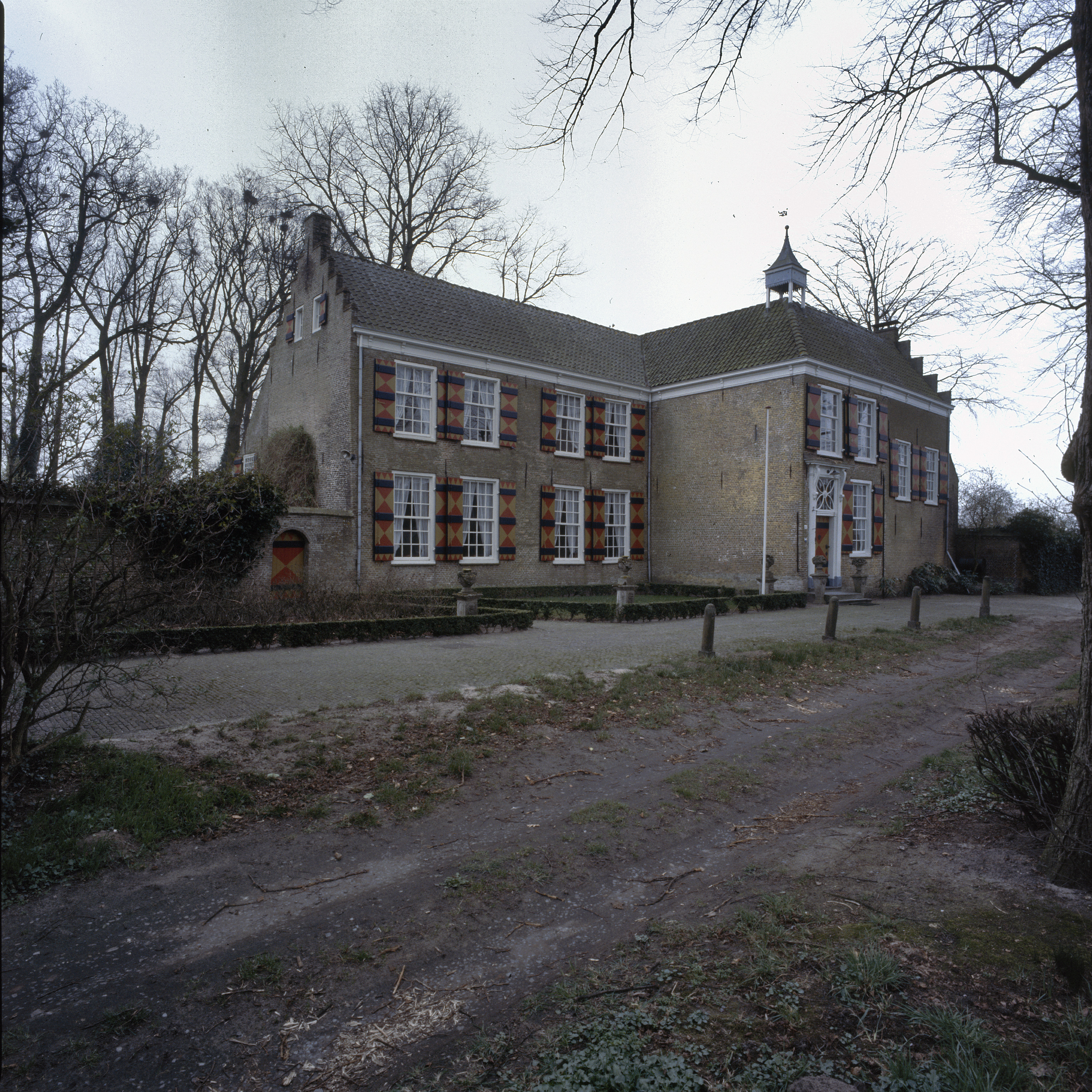
Overzicht van de voorgevel en de linker zijgevel

Kasteel Zuidewijn is een kasteel te Vrijhoeve-Capelle, in de Nederlandse provincie Noord-Brabant. Het kasteel is gelegen in de buurtschap Hooge Vaart.

## Geschiedenis
Het oude slot Zuidewijn (of: Zijdewinde) lag aan het Oude Maasje nabij Besoijen (en mogelijk in de Waarden/Eilanden bij Drongelen). Als eerste wordt Johannes van Strijen genoemd, die omstreeks 1290 heeft geleefd. Een document uit 1363 verklaart dat Jan van Beaumont, heer van Schoonhoven en stadhouder van Albrecht van Beieren, het ambocht van den Hoeke van der Zijdwinne binnen ende buitendycs mit winde, mit vere, mit tiende, mit viskeriën, mit voghelien en met allen... zou vermaken aan Haedwien Janswijf van Bueren en aan de kinderen die zij reeds had of zou krijgen van Jan van Buren, indien de huidige leenman, Willem Wildenesse, geen erfgenamen zou hebben. Jan van Buren was de oom van Willem en bij diens dood, in 1403, kreeg Jan van Buren het leen inderdaad. In 1420 kwam het goed aan Willem van Besoyen, daarna aan Floris van Wijtvliet die een nazaat was van Jan van Wijnvliet. Ten gevolge van de Sint-Elisabethsvloed van 1421 moesten de bewoners hun slot Zuidewijn (of: Zijdwinde) prijsgeven. Ze gingen toen in De Stenen Camer wonen, en de naam Zuidewijn ging hierop over. Deze Stenen Camer was een reeds bestaande 15e-eeuwse edelmanswoning, op de locatie van het huidige kasteeltje.
In 1432 kwam het kasteeltje in het bezit van Dirk van der Merwede, maar in 1462 ontving Filips van Bourgondië het goed terug en verkocht het aan Jan Oudaart, Hendrik van den Hout en Hendrik van Doorne. Vrijwel direct daarna bleek het toch weer in het bezit van de Van der Merwedes te zijn. Dirk van der Merwede had hoge functies in het Graafschap Holland. In 1448 kwam het goed aan Dirks zoon, Jan van der Merwede, en in 1456 aan diens broer, Klaas van der Merwede. Deze was ook heer van Baardwijk. In 1478 kwam Zuidewijn aan hun jongste broer Daniël van der Merwede en in 1512 aan diens zoon Dirk van der Merwede, gehuwd met Margaretha van Bekestein. In 1527 erfde hun zoon het goed, daarna kwam het aan diens zuster Margaretha van der Merwede, die in 1544 trouwde met Dirk van Nuyssenborch, welke overleed in 1566. Margaretha overleed in 1593 en haar zoon Zijdewijn van Nuyssenborch erfde het goed. Omstreeks 1670 kwam het goed aan Theodoor van Nuyssenborch, die stierf in 1709, waarna zijn weduwe, Catharina Havermans, tot haar dood in 1752 vrouwe van Zuidewijn-Capelle. Daarna kwam het goed aan Johanna van Nuyssenborch en later aan haar kleindochter, Catharina Wilhelmina Montens, welke in 1784 gehuwd was met Adam Johannes Frans de Roy, heer van kasteel de Binckhorst, lid van de Staten van Holland. Deze voegde de naam: van Zuydewijn toe aan de achternaam, en aldus ontstond de familienaam: De Roy van Zuydewijn. Adam de Roy overleed in 1807. Hij werd opgevolgd door zijn zoon, Arnoldus de Roy van Zuydewijn, die in 1876 overleed. In 1913 was Bernard de Roy van Zuidewijn de eigenaar. Het huis werd toen als zomerverblijf voor de familie gebruikt. Later werd het door de familie verhuurd.

## Gebouw
Het oudste gedeelte van het huidige kasteel, een vooruitspringend middenstuk, waarop haaks de linker zijvleugel met trapgevel staat, stamt uit het eind van de 16e eeuw. In de 17e eeuw is daar de rechtervleugel aan toegevoegd, terwijl de rest van het kasteel bij de verbouwing van 1763 of later is toegevoegd.
Het gebouw is niet te bezichtigen. Het ligt binnen het natuurgebied Westelijke Langstraat